# الضفة (حمص)
ضفة قرية سوريّة تتبع إداريّاً لمحافظة حمص منطقة حمص ناحية حمص، بلغ تعداد سكانها 626 نسمة حسب التعداد السكاني لعام 2004.